# TVシンポジウム
TVシンポジウム（テレビ- ）は、NHK教育テレビのテレビ番組である。

## 概要
1990年4月7日に『土曜フォーラム』（どよう- ）として放送を開始した。 以降、『金曜フォーラム』（きんよう- ）、『日曜フォーラム』（にちよう- ）と放送曜日によってタイトルを変更した。2010年4月から3ヶ月間の休止期間を経て、7月から本タイトルに変更した。
最近の社会情勢や街づくり、地域活性化などの諸問題をテーマにしたフォーラム・シンポジウム・討論会の模様を収録、それを1時間程度にまとめて放送する。収録するフォーラムにNHKやNHKの関連団体が携わることがあり、NHKのアナウンサーや記者、解説委員、OBが出演する事がある。
番組ナレーションは放送センター制作回はフリーアナウンサーの担当が多く、大阪放送局制作回の場合は、大阪放送局所属のアナウンサーがローテーションで担当する。
2019年頃より月1～2回の放送頻度となっている。8月の高校野球期間以外にも1か月以上放送がないこともある。
これと同じような趣旨の番組に、NHK BS1「BSフォーラム」（週末を中心に不定期放映）がある。

## 放送時間
| タイトル       | 期間                          | 放送時間 |
| -------------- | ----------------------------- | --- |
| 土曜フォーラム | 1990年4月7日 - 1995年4月1日   | 土曜 23:00 - 24:27 （1991年3月まで） 土曜 21:45 - 23:00 （1991年4月以降）                                                        |
| 金曜フォーラム | 1995年4月7日 - 2003年4月4日   | 金曜 23:00 - 24:10 |
| 土曜フォーラム | 2003年4月12日 - 2007年3月31日 | 土曜 23:30 - 24:40 |
| 日曜フォーラム | 2007年4月15日 - 2010年3月     | 日曜 18:00 - 19:00 |
| TVシンポジウム | 2010年7月 - 現在              | 日曜 18:00 - 19:00 （2010年9月まで） 不定期 （主に土日午後の時間帯。2010年10月 - 2011年3月） 土曜 14:00 - 15:00（2011年4月より） |